# Acanthocreagris anatolica
Acanthocreagris anatolica är en spindeldjursart som först beskrevs av Beier 1963.  Acanthocreagris anatolica ingår i släktet Acanthocreagris och familjen helplåtklokrypare. Inga underarter finns listade i Catalogue of Life.